# Eugène François Deshayes

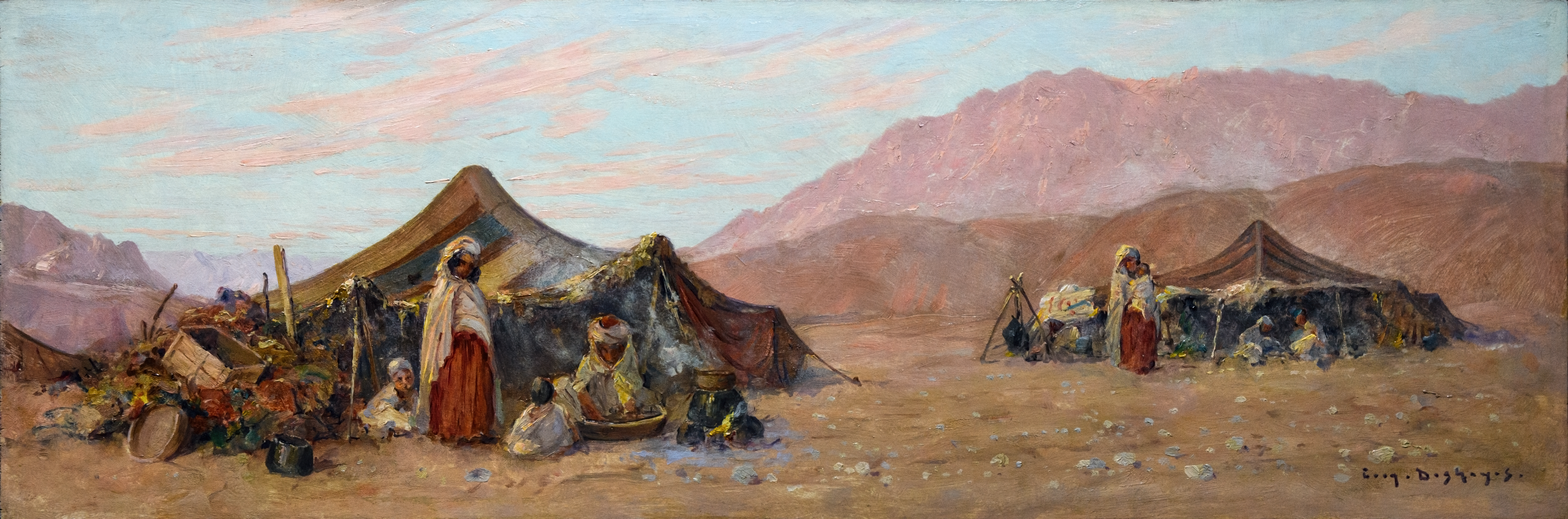
Eugène Deshayes: Campement nomade dans le sud Algérien (Nomadenlager im algerischen Süden), ca.1920. Musée des Beaux-Arts de Narbonne

Eugène François Deshayes (* 19. Juli 1862 in Algier; † 1939 ebenda) war ein französischer Maler des Orientalismus. Er ist bekannt für seine Darstellungen mediterraner Landschaften und Szenen aus Nordafrika.

## Leben
Eugène Deshayes wurde in Algier geboren und zeigte schon in jungen Jahren eine Begabung für das Zeichnen. Er studierte an der École des Beaux-Arts in Algier unter der Leitung von Émile-Charles Labbé, einem Landschaftsmaler der Schule von Barbizon. 1882 erhielt er ein Stipendium für die École des beaux-arts in Paris, wo er im Atelier von Jean-Léon Gérôme ausgebildet wurde. Nach seiner Rückkehr nach Algier im Jahr 1890 stellte er regelmäßig im Salon der französischen Künstler in Paris aus und erhielt mehrere Auszeichnungen, darunter 1935 das Kreuz der Ehrenlegion und 1937 eine Goldmedaille auf der Internationalen Ausstellung.

## Werk
Eugène Deshayes spezialisierte sich auf orientalistische Themen und mediterrane Landschaften. Er malte häufig Szenen aus Algerien, Marokko und Tunesien, wobei er die Lichtverhältnisse und die Natur der Region einfing. Seine Werke zeigen oft Häfen, Schiffe und das Leben in den Städten Nordafrikas.